# Смірнов Андрій Владиславович
Смірнов Андрій Владиславович (11 квітня 1957 — 16 жовтня 2019) — російський плавець.
Призер Олімпійських Ігор 1976 року.
Призер Чемпіонату світу з водних видів спорту 1975 року.
Призер Чемпіонату Європи з водних видів спорту 1974, 1977 років.